# Busot
Busot é um município da Espanha na província de Alicante, Comunidade Valenciana. Tem 33,84 km² de área e em 2021 tinha 3 207 habitantes (densidade: 94,8 hab./km²).

## Demografia
| Variação demográfica do município entre 1991 e 2004 | Variação demográfica do município entre 1991 e 2004 | Variação demográfica do município entre 1991 e 2004 | Variação demográfica do município entre 1991 e 2004 |
| --------------------------------------------------- | --------------------------------------------------- | --------------------------------------------------- | --------------------------------------------------- |
| 1991                                                | 1996                                                | 2001                                                | 2004                                                |
| 971                                                 | 1373                                                | 1683                                                | 2127                                                |